# Capnocytophaga
Capnocytophaga — рід грам-негативних бактерій родини Flavobacteriaceae. Бактерії живуть у ротоглотці ссавців. Патогенні форми беруть участь у патогенезі деяких захворювань різних органів ссавців, куди переносяться током крові. 

## Опис
Веретеноподібні, грам-негативні бацили. Вирізняються високим ступенем поліморфізму — розміри та зовнішній вигляд залежить від умов культивування.
Є частиною симбіотичної флори ротової порожнини людини і ссавців. Капнофільні бактерії — тобто, можуть жити лише у середовищі з високим вмістом вуглекислого газу (до 5 %). У лабораторних умовах їх вирощують на кров'яному агарі за температури 37 °C. Колонії помаранчевого забарвлення.

## Патогенність
Ця бактерія бере участь у різних типах інфекцій, тяжкість яких залежить від рівня імунітету організму. Capnocytophaga може бути частиною співтовариств бактерії, що відповідальні за виникнення запальних процесів у різноманітних органах. Внаслідок таких процесів можуть виникати пародонтоз, бактеріємія, остеомієліт, абсцес легень, перитоніт, хоріоамніоніт, кон'юнктивіт, ендокардит, менінгіт тощо. У рідкісних випадках можуть передаватися людині через укуси тварин (собак, кішок), викликаючи гнійні процеси у ранах.